# Chi Lăng động
Chi Lăng động (支陵洞) là bài thơ được Phạm Sư Mạnh, tể tướng nhà Trần, sáng tác từ thế kỷ 14, khi ông dừng chân trước Ải Chi Lăng trên bước đường tuần thú xứ Lạng. Bài thơ ca ngợi cảnh non sông hùng vĩ nơi đây.

## Bài thơ

### Chữ Hán
千里巡邊殷鼓鼙，
藩城蠻寨一醯雞。
澗南澗北紅旗轉，
軍後軍前青兕啼。
漊瀨谷深於井底，
支陵關險與天齊。
臨風跋馬高回首，
禁闕岧嶢雲氣西

### Phiên âm
Thiên lý tuần biên ẩn cổ bề
Phiên thành man trại nhất ê kê
Giản nam giản bắc hồng kỳ chuyển
Quân hậu quân tiền thanh hủy đề
Lâu lại cốc thâm ư tỉnh để
Chi Lăng quan hiểm dữ thiên tề
Lâu phong bạt mã cao hồi thủ
Cấm khuyết thiều nghiêu vân khí tê

### Dịch nghĩa
Đi nghìn dặm tuần tra biên giới, trống trận vang ầm,
Thành Phiên, trại Mán bé bằng con sâu.
Phía nam, phía bắc dòng suối, cờ hồng lay động,
Đằng trước, đằng sau đội quân, trâu rừng rống vang.
Hang Lâu Lại sâu hơn đáy giếng,
Ải Chi Lăng hiểm bằng lên trời.
Trước gió ghì cương ngựa, lên cao ngoảnh đầu nhìn,
Cửa khuyết cao chót vót ở tầng mây phía tây.

### Dịch thơ
Nổi trống tuần biên bước dặm ngàn,
Xem tày trùng nhỏ khóm Phiên, Man.
Quạt cờ đồng đội che đầu núi,
Gầm thét ba quân kéo một đoàn.
Lâu Lại hang sâu dò khó tới,
Chi Lăng cửa hiểm vượt khôn toan.
Ngựa dong trước gió nghiêng đầu ngắm,
Cung khuyết mây đài lúc rợp tan.